# Tonto (bevanda)
Il tonto è una bevanda fermentata a base di banane, tipica dell'Uganda, ed in particolare delle aree centrali e occidentali del paese. Viene anche chiamata mwenge bigere.

## Descrizione
Il tonto è realizzato facendo maturare le banane verdi per alcuni giorni (solitamente da tre a cinque) in una fossa che viene precedentemente riscaldata e ricoperta di foglie di banano per mantenere uniforme la temperatura. Successivamente viene estratto il succo, che viene poi filtrato e diluito prima di venire miscelato con sorgo tostato macinato. La mistura viene fatta fermentare per due-quattro giorni.
Tradizionalmente l'estrazione del succo di banana avveniva schiacciandone la polpa coi piedi (mwenge bigere significa birra di piedi), ma a partire dagli anni 2010 si è andato affermando, per motivi igienici, anche l'utilizzo di appositi macchinari.
Tonto ha un contenuto di alcol compreso tra il sei e l'undici per cento in volume.
La produzione del tonto è una fonte di reddito per molte famiglie delle regioni di coltivazione delle banane dell'Uganda centrale e occidentale.
Nel distretto di Kayunga viene utilizzata una varietà di banana, chiamata kayinja o mbidde, che è riconosciuto da Slow Food tra i Presidi Slow Food e raccolto nell'Arca del Gusto, ma vengono utilizzate comunemente anche altre varietà locali.